# Canton de Léré
Le canton de Léré est une ancienne division administrative française située dans le département du Cher.

## Géographie
Ce canton était organisé autour de Léré dans l'arrondissement de Bourges. Son altitude variait de 132 m (Léré) à 303 m (Sainte-Gemme-en-Sancerrois) pour une altitude moyenne de 200 m.

## Représentation

### Conseillers généraux de 1833 à 2015
| Période | Période          | Identité                                                   | Étiquette       | Qualité |
| ------- | ---------------- | ---------------------------------------------------------- | --------------- | --- |
| 1833    | 1848             | Prosper Duvergier de Hauranne (1798-1881)                  | Droite libérale | Journaliste Propriétaire du château et Maire de Herry Député (1831-1849, 1850-1851) Membre de l'Académie Française |
| 1848    | 1870             | Antoine Adolphe Delagogué (1808-1887)                      |                 | Avocat, propriétaire à Bourges et à Léré, conseiller d'arrondissement                                              |
| 1870    | 1874             | Comte Léonce de Vogüé                                      | Droite          | Ancien officier Ambassadeur à Constantinople Député (1848-1849, 1850-1851 et 1871-1876)                            |
| 1874    | 1877 (décès)     | Victor Gadoin (1823-1877), fils de Louis Gadoin            |                 | Maire de Léré |
| 1877    | 1904             | Marquis Melchior de Vogüé (1829-1916) (fils de L.de Vogüé) | Conservateur    | Archéologue, ambassadeur Membre de l'Académie Française                                                            |
| 1904    | 1910 (démission) | Gustave Ravier                                             | Républicain     | Médecin à Savigny-en-Sancerre Député (1906-1910)                                                                   |
| 1910    | 1919             | François Chapeau                                           | Rad.            | Maire de Léré, conseiller d'arrondissement                                                                         |
| 1919    | 1925 (décès)     | Pierre Chollet (1857-1925)                                 | Rad.            | Cultivateur, propriétaire Maire de Belleville-sur-Loire, conseiller d'arrondissement                               |
| 1926    | 1937             | Achille Laforge                                            | SFIO puis PRS   | Fabricant de chaussures et de cordonnerie à Saint-Satur puis à Bourges Maire de Léré                               |
| 1937    | 1940             | Charles Maudry                                             | SFIO            | Jardinier Conseiller municipal de Léré, conseiller d'arrondissement                                                |
|         |                  |                                                            |                 | |
| 1945    | 1964             | Charles Maudry                                             | SFIO            | Jardinier Conseiller municipal de Léré                                                                             |
| 1964    | 1970             | Dominique Bulteau                                          | DVD             | Docteur vétérinaire à Savigny-en-Sancerre                                                                          |
| 1970    | 1994             | Raymond Goudou                                             | CD puis DVD     | Pharmacien Maire de Léré (1997-2001)                                                                               |
| 1994    | 2008             | Dominique Bulteau                                          | DVD             | Maire de Savigny-en-Sancerre                                                                                       |
| 2008    | 2015             | Pascal Viguié                                              | PS              | Agent EDF Maire de Sury-près-Léré                                                                                  |

### Conseillers d'arrondissement (de 1833 à 1940)
Le canton de Léré faisait partie de l'arrondissement de Sancerre jusqu'à sa disparition en 1926.
| Période                                  | Période      | Identité                              | Étiquette            | Qualité |
| ---------------------------------------- | ------------ | ------------------------------------- | -------------------- | --- |
| 1833                                     | 1839         | Louis Gadoin (1795-1846)              |                      | Notaire à Léré                                                                                              |
| 1839                                     | 1845         | François Borel                        |                      | Maire de Léré                                                                                               |
| 1845                                     | 1846 (décès) | Louis Gadoin                          |                      | Juge de paix de Léré                                                                                        |
| 1846                                     | 1848         | Antoine Adolphe Delagogué (1808-1887) |                      | Avocat, propriétaire à Bourges et à Léré                                                                    |
| 1848                                     | 1852         | Etienne Triboudet de Maimbray         |                      | Maire de Sainte-Gemme-en-Sancerrois                                                                         |
| 1852                                     |              | Ernest Gendron                        |                      | Notaire à Léré                                                                                              |
|                                          |              |                                       |                      | |
| av.1888                                  |              | Maurice-Alphonse Régnard              |                      | Cultivateur, maire de Belleville-sur-Loire                                                                  |
|                                          |              |                                       |                      | |
| 1895                                     | 1910         | François Chapeau                      | Socialiste puis Rad. | Maire de Léré                                                                                               |
| 1910                                     | 1919         | Pierre Chollet                        | Radical              | Propriétaire agriculteur, maire de Belleville-sur-Loire                                                     |
| 1919                                     | 1931         | Paul Poumier                          | RG                   | Médecin, Savigny-en-Sancerre                                                                                |
| 1931                                     | 1937         | Charles Maudry                        | SFIO                 | Jardinier, conseiller municipal de Léré                                                                     |
| 1937                                     | 1940         | M. Girault                            | SFIO                 | |
| 1940                                     |              |                                       |                      | Les conseils d'arrondissement ont été suspendus par la loi du 12 octobre 1940 et n'ont jamais été réactivés |
| Les données manquantes sont à compléter. |              |                                       |                      | |

## Composition
Le canton de Léré regroupait sept communes et comptait 6 122 habitants (recensement de 1999 sans doubles comptes).
| Communes                   | Population (2012) | Code postal | Code Insee |
| -------------------------- | ----------------- | ----------- | ---------- |
| Belleville-sur-Loire       | 1 088             | 18240       | 18026      |
| Boulleret                  | 1 421             | 18240       | 18032      |
| Léré                       | 1 296             | 18240       | 18125      |
| Sainte-Gemme-en-Sancerrois | 416               | 18240       | 18208      |
| Santranges                 | 369               | 18240       | 18243      |
| Savigny-en-Sancerre        | 1 023             | 18240       | 18246      |
| Sury-près-Léré             | 509               | 18240       | 18257      |

## Démographie
| 1962  | 1968  | 1975  | 1982  | 1990  | 1999  | 2006  | 2011  | 2012  |
| ----- | ----- | ----- | ----- | ----- | ----- | ----- | ----- | ----- |
| 4 836 | 4 758 | 4 499 | 4 840 | 5 855 | 6 122 | 6 093 | 6 007 | 5 960 |